# Monbrun
Monbrun é uma comuna francesa na região administrativa de Occitânia, no departamento de Gers. Estende-se por uma área de 10,8 km². Em 2010 a comuna tinha 401 habitantes (densidade: 37,1 hab./km²).